# Francenigo
Francenigo is een plaats (frazione) in de Italiaanse gemeente Gaiarine.